# تقارب أصوات
تقارب الأصوات هو تداني الأصوات في المخرج والصفة أو في أحدهما. كالميم والنون فمخرج الأولى الشقتان ومخرج الثانية اللسان فهذا المخرجان يعدان واحدا بضرب من التوسع وذلك لتقاربهما، بخلاف الميم والهاء التي تخرج من الحلق فهما متباعدتان تباعد الحلق والشفتين.